# Dubraviczky Attila
Dubraviczky Attila (Győr, 1971. október 26. –) magyar nemzetközi labdarúgó-játékvezető. Egyéb foglalkozása, egyetemi végzettségű növényvédelmi mérnök szaktanácsadó, vállalkozó.

## Pályafutása

### Nemzeti játékvezetés
Fiatalon, 17 évesen 1988-ban Győrben tett játékvezetői vizsgát. Vizsgáját követően Győr-Mosom-Sopron megyei Labdarúgó-szövetség által üzemeltetett labdarúgó bajnokságokban kezdte sportszolgálatát. A megyei JB minősítése alapján 1992-től NB III-as, egyben országos utánpótlás bíró. Az MLSZ JB határozatával 1995től NB II-es, 1998-tól NB I-es játékvezető. Az aktív nemzeti játékvezetést erőnléti problémák miatt 2006-ban befejezte. NB I-es mérkőzéseinek száma: 83.
| Időpont             | Helyszín                          | Mérkőzés típusa          | Mérkőzés                                | Eredmény | Nézők száma |
| ------------------- | --------------------------------- | ------------------------ | --------------------------------------- | -------- | ----------- |
| 1998. augusztus 15. | Révész Géza utcai stadion, Siófok | első NB I-es mérkőzése   | Siófoki Bányász SE–Vác FC-Zollner       | 2 – 4    | 4500        |
| 2005. december 10.  | Bozsik József Stadion, Budapest   | utolsó NB I-es mérkőzése | Budapest Honvéd FC–Lombard FC Tatabánya | 1– 3     | 1600        |

#### Nemzetközi játékvezetés
A Magyar Labdarúgó-szövetség JB terjesztette fel nemzetközi játékvezetőnek, a Nemzetközi Labdarúgó-szövetség (FIFA) 2004-től tartotta nyilván bírói keretében. Több nemzetek közötti válogatott, valamint UEFA-kupa klubmérkőzésen közreműködött játékvezetőként, vagy működő társának 4. bíróként segített. A nemzetközi játékvezetéstől fizikai erőnléti problémák miatt 2006-ban búcsúzott.

## Sportvezetőként
2012-ig a Győr-Mosom-Sopron megyei Labdarúgó-szövetség Játékvezető Bizottság (JB) elnöke. NB III-as majd NB I-es ellenőr.

## Szakmai sikerek
A Győr-Moson-Sopron megyei Labdarúgó-szövetség JB-től a legjobb 25 év alatti férfi játékvezetőként Szakács-emlékserleget kapott.